# 1921年江淮大水
1921年江淮大水，指該年6月至9月，淮河流域四輪集中降雨，其中7月降雨量比常年高出1.5－3.1倍，至11月水位方才退回正常。
山东、河南、安徽、江苏4省农田被淹326.7万公顷，766万人受灾，2.5万人死。受淹城市包括京杭大運河沿岸的高郵。
中國下一次重大水災是1931年江淮水災。